# Nesogordonia leplaei
Nesogordonia leplaei là một loài thực vật có hoa trong họ Cẩm quỳ. Loài này được (Vermoesen) Capuron mô tả khoa học đầu tiên năm 1953.